# مشبك ورق

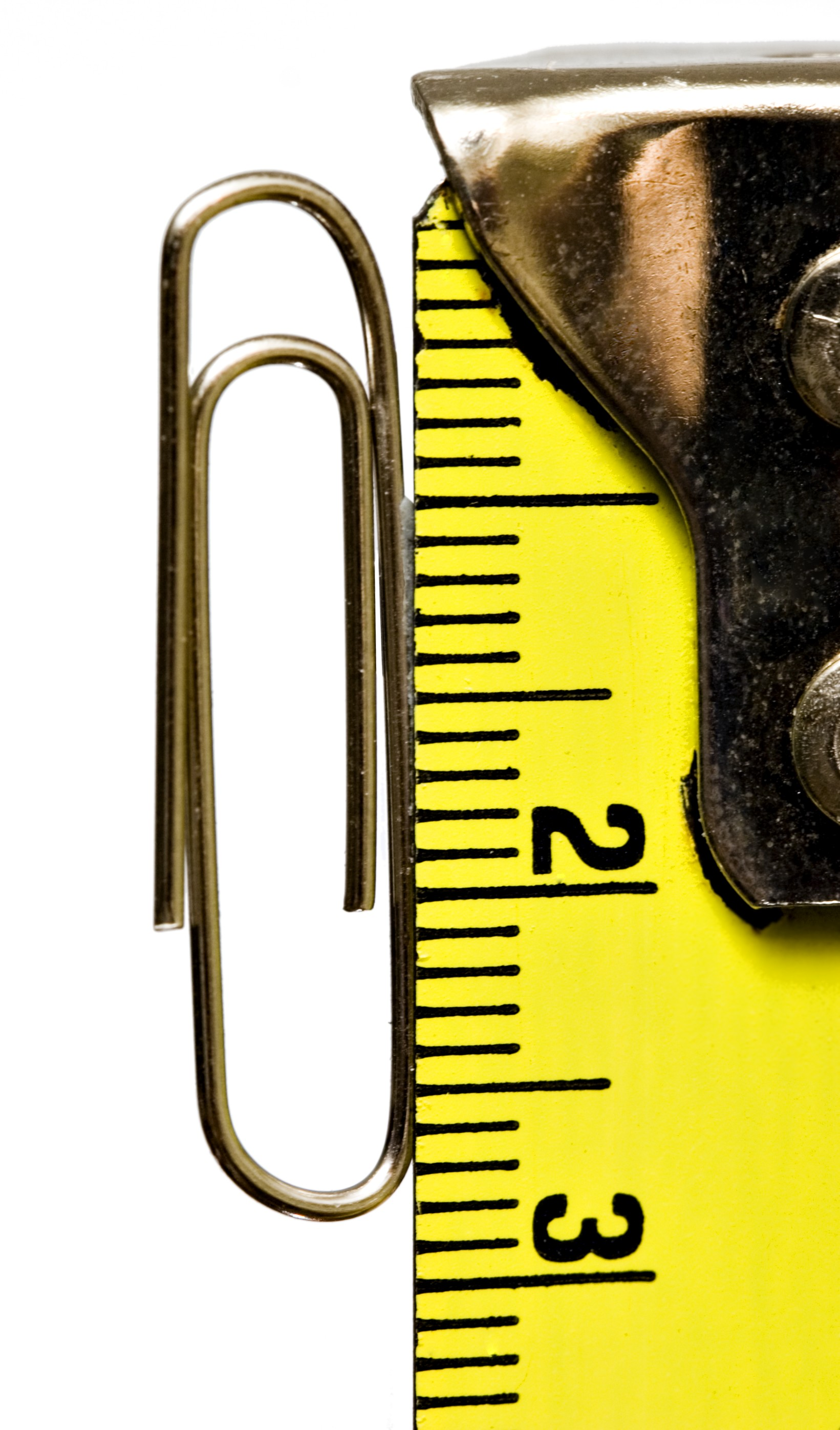
مشبك الورق

المِشبك أو الضمام أو مشبك الورق أو المَسَّاكَةُ هو أداة غالباً ما تصنع من الأسلاك الفولاذية وتستخدم لجمع مجموعة من الأوراق مع بعضها البعض. جميع أصناف وأشكال المشابك الورقية مشابه لما كانت عليه عند اختراعها عام 1890 أو قبلها بقليل. ويتميز هذا التصميم بوجود حلقتين ملفوفتين بالكامل من الأسلاك المعدنية، غالباً ما يشكل مجموع الحلقتين شكل مستطيل، لكن يوجد بعض الأشكال الدائرية والمثلثة.